# Соколова-Делюсина, Татьяна Львовна
Татьяна Львовна Соколова-Делюсина (род. 1946) — российский востоковед, переводчица

 с японского языка.
В апреле 2008 года в соответствии с указом императора Акихито за свой многолетний труд она получила одну из высших наград страны — Орден Восходящего солнца (Золотые лучи с розеткой).

## Переводы
Самый значимый вклад — перевод на русский язык произведения средневековой японской литературы «Повести о Гэндзи» поэтессы и писательницы Мурасаки Сикибу (X—XI века), на который ею было потрачено 15 лет и за который в 1993 году Соколова-Делюсина получила японскую премию.
Переводила на русский язык также пьесы театра но (в том числе Дзэами Мотокиё), многочисленные хокку, танка, произведения таких японских поэтов, как Кобаяси Исса, Ёса Бусон, Мацуо Басё, а также прозу таких писателей, как Дадзай Осаму, Накагами Кэндзи и др. Японист Е. Д. Богоявленская в обзорной статье об истории переводов с японского особенно отмечает заслуги Соколовой-Делюсиной при переводе романа «Приговор» Кага Отохико.
Окончила Институт стран Азии и Африки, дочь учёного-китаиста — Льва Делюсина.

### Список
- «Повесть о Гэндзи»
- «Дневник одной придворной дамы»
- Идзуми Сикибу. Собрание стихотворений. Дневник
- Дадзай Осаму. «Цветы шутовства»
- Кодзиро Сэридзава. «Книга о Боге»
- Антология «Женской японской лирики».
- Мацуо Басё. «По тропинкам севера»